# جورج لويس لو سيج
جورج لويس لو سيج (بالإنجليزية: Georges-Louis Le Sage)‏ (و. 1724 – 1803 م) هو فيزيائي من سويسرا . ولد في جنيف . وكان عضواً في الجمعية الملكية، والأكاديمية الفرنسية للعلوم .
توفي في جنيف ، عن عمر يناهز 79 عاماً.

## جوائز
حصل على جوائز منها:
- زمالة الجمعية الملكية.